# Banco da República (Colômbia)
O Banco da República (em espanhol: Banco de la República) é o banco central da Colômbia, Tal como outros bancos centrais, sua missão principal é buscar a estabilidade financeira no país. Não está vinculado à Secretaria da Fazenda e Crédito Público, pois é uma instituição autônoma.

## História
Em março de 1923, durante o governo de Pedro Nel Ospina, foi contratada a missão Kemmerer, composta por um grupo de especialistas sob a direção do acadêmico Edwin Walter Kemmerer, que recomendava a formação de um banco central colombiano, com capital privado e público. Banco criado pela Lei 25 de 1923, nos termos recomendados pelos assessores da missão Kemmerer.

### O primeiro assalto ao Banco da República
Em 23 de abril de 1977, os 'toupeiras' roubaram 82,27 milhões de pesos do Banco da República de Pasto, cifra que hoje equivaleria a mais de 22.850 milhões de pesos. Os ladrões eram chamados assim, toupeiras, porque entravam nos cofres por um túnel. Os irmãos Emiliano, Aquilino e Jesús María Cendales Campuzano foram os mandantes do roubo. Instalaram uma cafetaria e uma venda de produtos para a agricultura e pecuária num local separado apenas de uma casa e de uma garagem do Banco da República. Ordóñez Ricaurte explicou que a cafetaria estava “muito mal montada, muito mal decorada” para impedir a entrada dos clientes.
O coronel Bernardo Grisales Muñoz, então comandante da Polícia de Nariño, identificou Samuel Chaparral Valveras e José González como os líderes do roubo. Aparentemente, Chaparral foi um dos cúmplices dos irmãos.
Posteriormente, graças às pegadas, as autoridades conseguiram identificar os Cendales Campuzano.

### O segundo assalto ao Banco da República
O Assalto ao Banco da República em Valledupar, também conhecido como "O assalto do século na Colômbia", ocorreu de 16 a 17 de outubro de 1994. Os assaltantes roubaram a soma de 24.072 milhões de pesos (US$ 33 milhões em 1994 / US$ 53.534.465 em 2016). O banco O roubo da república em Valledupar significou a maior quantia já roubada em um assalto a banco na história da Colômbia.
Após o roubo, o Banco da República identificou as notas roubadas pelo seu número de série e denominação, que não tinham entrado em circulação pública antes do roubo, pelo que perderam imediatamente o seu valor. O banco publicou uma lista das gamas de séries das notas roubadas e passaram a ser jocosamente chamadas de notas de vallenato.